# Shigeo Mito
Shgeo Mito (水戸茂雄 Mito Shigeo?) es un laudista, tiorbista y vihuelista japonés.
Nacido en Osaka, llegó a Europa en 1980 para estudiar en el Conservatorio Estatal Superior de Música Óscar Esplá de Alicante y en el Real Conservatorio Superior de Música de Madrid. Luego estudió con José Miguel Moreno, Hopkinson Smith y Jordi Savall. Regresó después a Japón. Ha montado talleres para laúd y vihuela.

## Obras
- Instrucción de laúd renacentista, 1992
- Instrucción de laúd barroco　1 & 2, 1993
- J. S. Bach obras para laúd, 2001
- Suite para laúd BWV1007

## Supervisión
- E.G. Baron Historisch-theoretische und practische Untersuchung des Instruments der Lauten, Nürnberg 1727." リュート 神々の楽器"traducción al japonés por Homare Kikuchi, 2009 ISBN 978-4-924541-90-0
- V. Galilei Fronimo,Venezia 1584. "フロニモ" traducción al japonés por Homare Kikuchi, 2009 ISBN 978-4-924541-91-7

## Grabaciones
- J. S. Bach, S. L. Weiss obras para laúd
- O gloriosa Domina (Músicas para Vihuela vol.I)
- La Reveuse
- Let's travel around Europe by Lute Music Parte 1: El Renacimiento.
- Let's travel around Europe by Lute Music Parte 2: la época barroca.
- Endechas Si los delfines mueren de amores (Músicas para Vihuela vol.II)